# Schaakbord

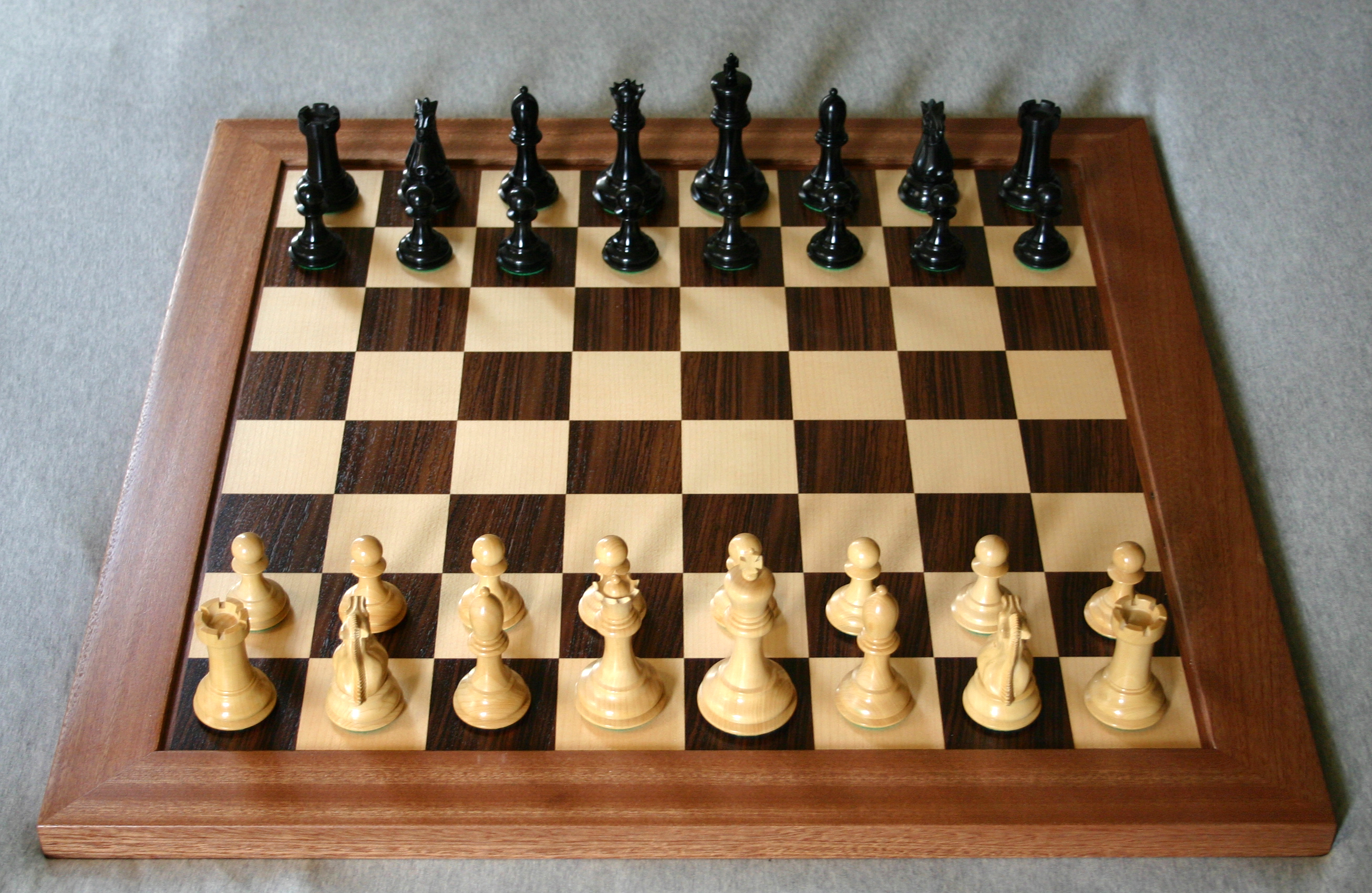
Houten schaakbord met schaakstukken

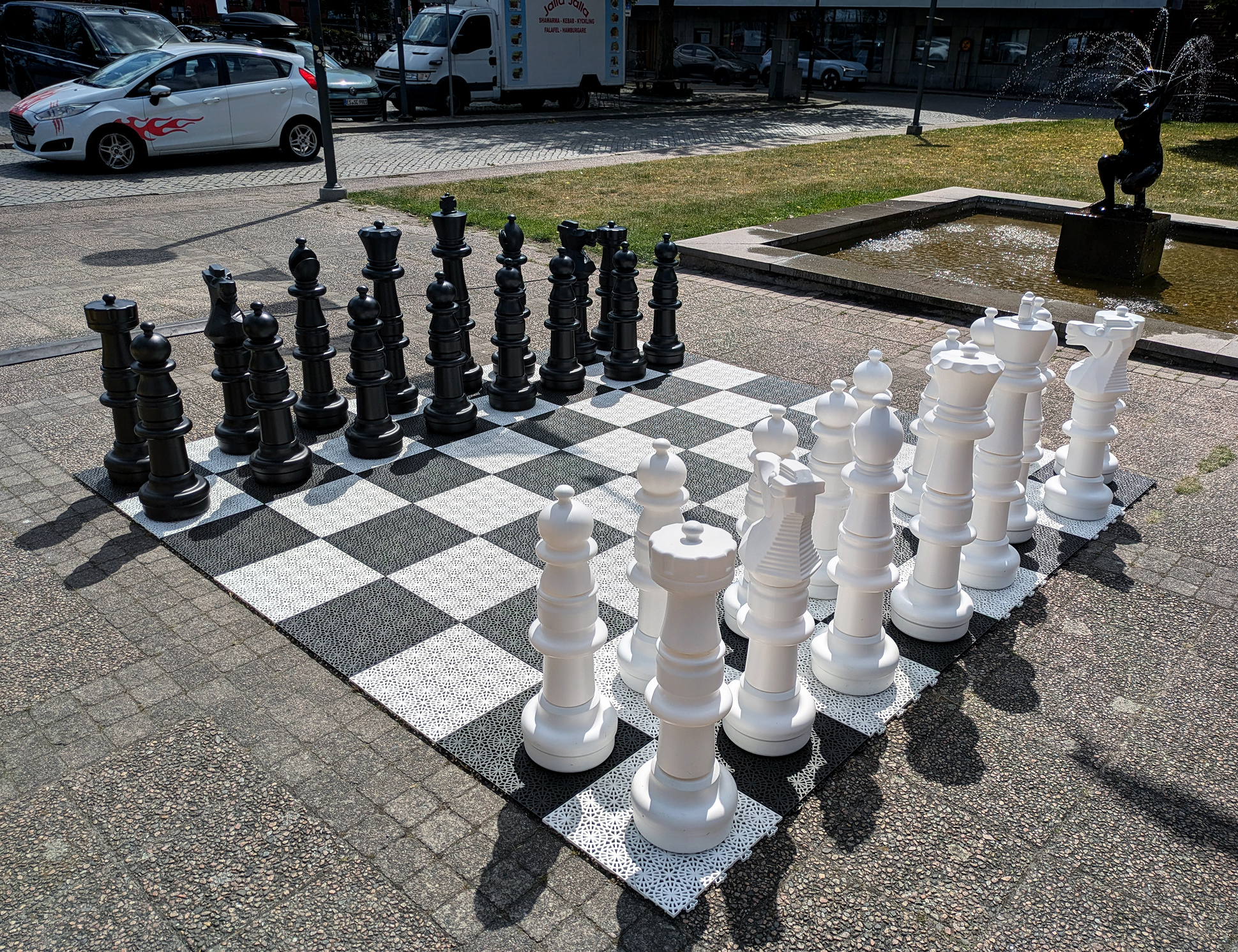
Een schaakbord voor buitengebruik in Ystad, de stukken op de afbeelding zijn echter verkeerd, de linkertoren van wit moet altijd op een zwart veld staan.

Een schaakbord is het spelbord waarop het schaakspel wordt gespeeld. Het bestaat uit 64 velden: acht horizontale rijen en acht verticale lijnen. De velden worden zwart en wit genoemd, maar hebben vaak een andere donkere en lichte kleur, wat een beter contrast geeft met de schaakstukken. Zowel in horizontale als in verticale richting zijn de velden om en om licht en donker (wat meer algemeen een schaakbordpatroon wordt genoemd).
Een schaakbord is vaak gemaakt van hout, met een rand eromheen.  De velden zijn van donker en licht fineer, maar kunnen ook donker en licht geverfd zijn. Ook een stenen bord is mogelijk. Een schaakbord kan in een tafel ingebouwd zijn. De afmeting is ongeveer 40 à 50 centimeter in het vierkant. Een enkel veld is zo groot dat er vier pionnen, twee aan twee, op passen.
De FIDE-regels schrijven voor dat het schaakbord aan de tafel is vastgemaakt.
In een doos met spelbenodigdheden vindt men vaak een goedkoop kartonnen bord dat kan worden opgevouwen. Vaak vindt men op de andere kant een dambord, met 100 velden. Een dergelijk schaakbord is prima te gebruiken, maar zal op een serieus schaaktoernooi niet worden geaccepteerd. 
Sommige, vaak fraai uitgevoerde, schaakborden hebben ruimte om de bijbehorende stukken op te bergen. Dat kan in een lade onder het bord of tussen de twee helften van het opvouwbare bord.
Het schaakbord dient zodanig te worden opgesteld dat er voor beide spelers zich linksonder een donker veld bevindt. De witte dame dient bij de beginopstelling op een wit veld te staan, de zwarte dame op een zwart veld.

## Notatie
De lijnen worden aangeduid met een letter (a-h), voor de witspeler is lijn a links en lijn h rechts. De rijen worden aangeduid met een cijfer (1-8), 1 aan de kant van de witspeler en 8 aan de kant van de zwartspeler. Zo kan elk veld worden genoteerd met een letter en cijfer, bijvoorbeeld e4.
Soms zijn op schaakborden langs de randen de letters en cijfers gedrukt. Ervaren schakers hebben hier in het algemeen geen behoefte aan.
In oudere Angelsaksische literatuur wordt een andere notatie gebruikt. De lijnen heten: QR, QN, QB, Q, K, KB, KN, KR, naar de stukken die daar in de beginstelling staan. Bijvoorbeeld wordt met de lijn QR bedoeld: de lijn waarop bij aanvang van het spel de toren (Rook) op de damevleugel (Queen) staat. Bovendien worden de rijen genummerd vanaf de speler die aan zet is. Het veld e4 heet voor een Angelsaksische witspeler K4 en voor zijn tegenstander K5. Een ander verschil is dat men in de Angelsaksische wereld vanouds niet van witte en zwarte maar van witte en rode stukken spreekt.

## Schaakstukken
De schaakstukken die op het bord worden geplaatst, dienen proportioneel te zijn aan de afmetingen van het bord. Voor stukken op een officieel schaakbord gelden de voorschriften van het Fide Handboek. Voor afwijkende bordafmetingen gelden diverse indicatieve voorschriften.

## Legende
Over het schaakbord bestaat een beroemde legende, die heden bekend staat als het graankorrelvraagstuk.  
Een soortgelijk resultaat wordt verkregen bij de legende van de Torens van Hanoi.